# NGC 5028
NGC 5028 је елиптична галаксија у сазвежђу Девица која се налази на NGC листи објеката дубоког неба.
Деклинација објекта је - 13° 2' 31" а ректасцензија 13h 13m 45,8s. Привидна величина (магнитуда) објекта NGC 5028 износи 12,3 а фотографска магнитуда 13,3. NGC 5028 је још познат и под ознакама MCG -2-34-11, NPM1G -12.0448, PGC 45976.